# Isoflavone-7-O-beta-glucoside 6''-O-maloniltransferasi
La isoflavone-7-O-beta-glucoside 6''-O-maloniltransferasi è un enzima appartenente alla classe delle transferasi, che catalizza la seguente reazione:
malonil-CoA + biocianina A 7-O-β-D-glucoside ⇄ CoA + biocianina A 7-O-(6-O-malonil-β-D-glucoside)
Anche la posizione 6 del residuo glucosidico della formononetina può agire da accettore. Anche altri 7-O-glucosidi di isoflavoni, flavoni e flavonoli possono esserlo, ma più lentamente.